# Methodist New Connexion
Methodist New Connexion var ett brittiskt trossamfund, bildat 1797 av Alexander Kilham och hans anhängare bland de wesleyanska metodisterna.
1907 gick man ihop med Bible Christian Church och Förenade Metodister och bildade  The United Methodist Church.